# Aerovista
Aerovista war eine Charterfluggesellschaft mit Sitz in Schardscha in den Vereinigten Arabischen Emiraten.

## Flotte
Mit Stand September 2010 bestand die Flotte der Aerovista aus fünf Flugzeugen:
- 2 Antonow An-24RV
- 3 Boeing 737-500 (betrieben unter der Marke Aerovista Gulf Express)
- 1 Jakowlew Jak-40